# Thomas Paine
Thomas Paine (tên khai sinh là Thomas Pain; 9 tháng 2 năm 1737 [OS 29 tháng 1 năm 1736] – 8 tháng 6 năm 1809) là một Nhà sáng lập người Mỹ gốc Anh, nhà hoạt động chính trị, nhà triết học, nhà lý luận chính trị và nhà cách mạng. Ông là tác giả của Common Sense (Lẽ thông thường)(1776) và The American Crisis (Cuộc khủng hoảng Hoa Kỳ) (1776–1783), hai trong số những cuốn sách nhỏ có ảnh hưởng nhất khi bắt đầu Cách mạng Hoa Kỳ, và ông đã giúp truyền cảm hứng cho những người Yêu nước vào năm 1776 tuyên bố độc lập khỏi Vương quốc Anh. Những ý tưởng của ông phản ánh những lý tưởng về quyền con người trong thời kỳ Khai sáng.
Paine sinh ra ở Thetford, Norfolk và di cư đến các thuộc địa của Anh ở Mỹ vào năm 1774 với sự giúp đỡ của Benjamin Franklin, đến đúng lúc để tham gia Cách mạng Mỹ. Hầu như mọi người Mỹ yêu nước đều đọc cuốn sách nhỏ dài 47 trang Common Sense của ông, đã xúc tác cho lời kêu gọi độc lập khỏi Vương quốc Anh. Khủng hoảng Mỹ là một loạt sách nhỏ ủng hộ độc lập. Paine sống ở Pháp trong hầu hết những năm 1790, tham gia sâu vào Cách mạng Pháp. Khi ở Anh, ông đã viết Rights of Man (Quyền của con người) (1791), một phần để bảo vệ Cách mạng Pháp chống lại những người chỉ trích nó. Các cuộc tấn công của ông nhằm vào nhà văn bảo thủ người Anh-Ireland Edmund Burke đã dẫn đến một phiên tòa xét xử và kết án vắng mặt ở Anh vào năm 1792 vì tội phỉ báng nổi loạn.
Chính phủ Anh của William Pitt Trẻ lo lắng về khả năng Cách mạng Pháp có thể lan sang Anh và đã bắt đầu đàn áp các tác phẩm tán thành các triết lý cấp tiến. Công việc của Paine ủng hộ quyền của người dân được lật đổ chính phủ của họ và do đó đã trở thành mục tiêu của lệnh bắt giữ ông được ban hành vào đầu năm 1792. Paine trốn sang Pháp vào tháng 9, mặc dù không nói được tiếng Pháp, nhưng ông nhanh chóng được bầu vào Quốc hội Pháp. Girondins coi ông như một đồng minh; do đó, Mountains coi ông như kẻ thù, đặc biệt là Maximilien Robespierre. Tháng 12 năm 1793, ông bị bắt và bị đưa đến Nhà tù Luxembourg ở Paris. Khi ở trong tù, ông tiếp tục viết The Age of Reason (Thời đại của lý trí) (1793–1794). James Monroe đã sử dụng các mối quan hệ ngoại giao của mình để giúp Paine được trả tự do vào tháng 11 năm 1794.
Paine trở nên khét tiếng vì những cuốn sách nhỏ và các cuộc tấn công vào các đồng minh cũ của ông, những người mà ông cảm thấy đã phản bội mình. Trong The Age of Reason và các tác phẩm khác, ông ủng hộ Thần giáo, đề cao lý trí và tư tưởng tự do, đồng thời phản đối tôn giáo nói chung và giáo lý Cơ đốc giáo nói riêng. Năm 1796, ông công bố một bức thư ngỏ cay đắng gửi cho George Washington, người mà ông tố cáo là một vị tướng bất tài và đạo đức giả. Ông đã xuất bản cuốn sách nhỏ Agrarian Justice (Công lý nông nghiệp) (1797), thảo luận về nguồn gốc của tài sản và đưa ra khái niệm về thu nhập tối thiểu được đảm bảo thông qua thuế thừa kế một lần đối với chủ đất. Năm 1802, ông trở lại Hoa Kỳ. Ông qua đời vào ngày 8 tháng 6 năm 1809 và chỉ có sáu người tham dự đám tang của ông, vì ông đã bị tẩy chay vì chế nhạo Cơ đốc giáo và các cuộc tấn công của ông đối với các nhà lãnh đạo quốc gia.

## Cuộc sống sớm và giáo dục
Thomas Paine sinh ngày 29 tháng 1 năm 1736 (NS 9 tháng 2 năm 1737), là con trai của Joseph Pain, một nông dân làm thuê và người ở trọ, và Frances (nhũ danh Cocke) Pain, ở Thetford, Norfolk , Nước Anh. Joseph là người Quaker và Frances là người Anh giáo. Bất chấp những tuyên bố rằng Thomas đã thay đổi cách viết họ của mình khi di cư đến Mỹ vào năm 1774, ông đã sử dụng "Paine" vào năm 1769, khi vẫn ở Lewes, Sussex.

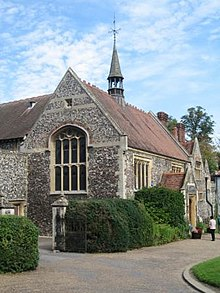
Trường cũ tại Trường Ngữ pháp Thetford, nơi Paine được giáo dục

Ông theo học Trường Ngữ pháp Thetford (1744–1749), vào thời điểm không có giáo dục bắt buộc. Năm 13 tuổi, ông theo cha học nghề. Sau khi học việc ở tuổi 19, Paine nhập ngũ và phục vụ trong một thời gian ngắn với tư cách là tư nhân, trước khi trở về Anh năm 1759. Tại đây, ông trở thành thợ lưu trú bậc thầy, thành lập một cửa hàng ở Sandwich, Kent.
Ngày 27 tháng 9 năm 1759, Paine kết hôn với Mary Lambert. Công việc kinh doanh của ông sụp đổ ngay sau đó. Mary mang thai; và, sau khi họ chuyển đến Margate, bà chuyển dạ sớm, trong đó bà và đứa con của họ qua đời.
Vào tháng 7 năm 1761, Paine trở lại Thetford để làm việc với tư cách là một sĩ quan phụ trách. Vào tháng 12 năm 1762, ông trở thành Sĩ quan đặc biệt ở Grantham, Lincolnshire; vào tháng 8 năm 1764, ông được chuyển đến Alford, cũng ở Lincolnshire, với mức lương 50 bảng Anh mỗi năm. Vào ngày 27 tháng 8 năm 1765, ông bị cách chức Cán bộ thuế quan vì "tuyên bố đã kiểm tra hàng hóa mà ông không kiểm tra". Vào ngày 31 tháng 7 năm 1766, ông yêu cầu được phục hồi chức vụ của mình từ Hội đồng Tiêu thụ đặc biệt, họ đã cấp vào ngày hôm sau, khi còn trống. Trong khi chờ đợi điều đó, ông đã làm việc như một người ở trọ.

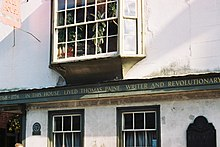
Ngôi nhà của Thomas Paine ở Lewes

Năm 1767, ông được bổ nhiệm vào một vị trí ở Grampound, Cornwall. Sau đó, ông xin rời vị trí này để chờ một vị trí tuyển dụng, và ông trở thành giáo viên một trường học ở London.
Ngày 19 tháng 2 năm 1768, ông được bổ nhiệm đến Lewes ở Sussex, một thị trấn có truyền thống phản đối chế độ quân chủ và ủng hộ cộng hòa kể từ những thập kỷ cách mạng của thế kỷ 17. Tại đây, ông sống bên trên Bull House thế kỷ 15, cửa hàng thuốc lá của Samuel Ollive và Esther Ollive.
Paine lần đầu tiên tham gia vào các vấn đề dân sự khi ông sống ở Lewes. Ông xuất hiện trong Town Book với tư cách là thành viên của Court Leet, cơ quan quản lý của thị trấn. Ông cũng là thành viên của lễ phục giáo xứ, một nhóm nhà thờ Anh giáo có ảnh hưởng ở địa phương có trách nhiệm đối với công việc kinh doanh của giáo xứ bao gồm thu thuế và phần mười để phân phát cho người nghèo. Vào ngày 26 tháng 3 năm 1771, ở tuổi 34, Paine kết hôn với Elizabeth Ollive, con gái của chủ nhà vừa qua đời của ông, người mà sau đó ông bắt đầu kinh doanh cửa hàng tạp hóa và bán thuốc lá.
Từ năm 1772 đến năm 1773, Paine tham gia cùng các sĩ quan đặc biệt yêu cầu Nghị viện trả lương và điều kiện làm việc tốt hơn, xuất bản, vào mùa hè năm 1772, Trường hợp của các sĩ quan đặc biệt, một bài báo dài 12 trang, và tác phẩm chính trị đầu tiên của ông, dành cả mùa đông ở London để phân phối 4.000 bản được in cho Nghị viện và những người khác. Vào mùa xuân năm 1774, ông lại bị sa thải khỏi cơ quan đặc biệt vì vắng mặt khi chưa được phép. Cửa hàng thuốc lá thất bại. Vào ngày 14 tháng 4, để trốn tránh con nợ, ông đã bán tài sản trong nhà để trả nợ. Ông chính thức ly thân với vợ Elizabeth vào ngày 4 tháng 6 năm 1774 và chuyển đến London. Vào tháng 9, nhà toán học, Thành viên của Hiệp hội Hoàng gia, và Ủy viên của Excise George Lewis Scott đã giới thiệu ông với Benjamin Franklin, người đã ở đó với tư cách là tiếng nói phản đối sự cai trị của thực dân Anh, đặc biệt là khi nó liên quan đến Đạo luật Tem phiếu và Đạo luật Townshend. Ông là nhà xuất bản và biên tập viên của tờ báo lớn nhất Hoa Kỳ, The Pennsylvania Gazette và đề nghị di cư đến Philadelphia. Ông trao một lá thư giới thiệu cho Paine, người đã di cư vào tháng 10 tới các thuộc địa của Mỹ, đến Philadelphia vào ngày 30 tháng 11 năm 1774.

### TrongTạp chí Pennsylvania
Paine hầu như không sống sót sau chuyến hành trình xuyên Đại Tây Dương. Nguồn cung cấp nước của con tàu rất tệ và bệnh thương hàn đã giết chết 5 hành khách. Khi đến Philadelphia, ông bị ốm không thể lên đường. Bác sĩ của Benjamin Franklin, ở đó để chào đón Paine đến Mỹ, đã đưa anh ta xuống tàu; Paine mất sáu tuần để hồi phục. Ông trở thành công dân của Pennsylvania "bằng cách tuyên thệ trung thành từ rất sớm". Tháng 3 năm 1775, ông trở thành biên tập viên của Tạp chí Pennsylvania, một vị trí mà ông đảm nhận với khả năng đáng kể.
Trước khi Paine đến Mỹ, mười sáu tạp chí đã được thành lập ở các thuộc địa và cuối cùng đều thất bại, mỗi tạp chí đều có nội dung quan trọng và được in lại từ Anh. Cuối năm 1774, thợ in Robert Aitken ở Philadelphia công bố kế hoạch tạo ra cái mà ông gọi là "Tạp chí Mỹ" với nội dung bắt nguồn từ các thuộc địa. Paine đã đóng góp hai phần cho số đầu tiên của tạp chí vào tháng 1 năm 1775, và Aitken đã thuê Paine làm biên tập viên của Tạp chí một tháng sau đó. Dưới sự lãnh đạo của Paine, lượng độc giả của tạp chí nhanh chóng mở rộng, đạt được số lượng phát hành lớn hơn ở các thuộc địa so với bất kỳ tạp chí nào của Mỹ cho đến thời điểm đó. Trong khi Aitken coi tạp chí là phi chính trị, Paine đã đưa quan điểm chính trị mạnh mẽ vào nội dung của nó, viết trong số đầu tiên rằng "mọi trái tim và bàn tay dường như đều tham gia vào cuộc đấu tranh thú vị cho Tự do của Mỹ."
Paine đã viết trên Tạp chí Pennsylvania rằng một ấn phẩm như vậy nên trở thành "vườn ươm thiên tài" cho một quốc gia "hiện đã phát triển vượt xa tình trạng non trẻ," rèn luyện và giáo dục trí óc người Mỹ, đồng thời định hình đạo đức Mỹ. Vào ngày 8 tháng 3 năm 1775, Tạp chí Pennsylvania xuất bản một bài tiểu luận theo chủ nghĩa bãi nô không ký tên có tiêu đề Chế độ nô lệ châu Phi ở Mỹ. Bài tiểu luận thường được cho là của Paine dựa trên một lá thư của Benjamin Rush, nhắc lại tuyên bố của Paine về quyền tác giả đối với bài tiểu luận. Bài tiểu luận tấn công chế độ nô lệ như một "thương mại có thể thực hiện được" và "sự phẫn nộ chống lại Nhân loại và Công lý."
Với ý thức thu hút nhiều độc giả thuộc tầng lớp lao động hơn, Paine cũng sử dụng tạp chí để thảo luận về quyền của người lao động đối với sản xuất. Sự thay đổi trong khái niệm hóa chính trị này đã được mô tả như một phần của "sự 'hiện đại hóa' ý thức chính trị," và sự huy động của các bộ phận xã hội ngày càng lớn hơn vào đời sống chính trị.

## Cách mạng Mỹ

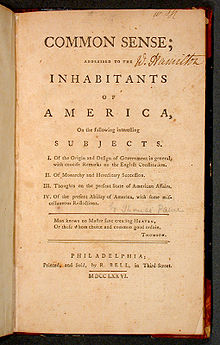
Lẽ thông thường, xuất bản năm 1776

### Lẽ thông thường (1776)
Bài chi tiết: Lẽ thông thường
Paine khẳng định danh hiệu Cha đẻ của Cách mạng Hoa Kỳ, dựa trên các cuốn sách nhỏ của ông, đặc biệt là Lẽ thông thường, đã kết tinh tình cảm đòi độc lập vào năm 1776. Nó được xuất bản ở Philadelphia vào ngày 10 tháng 1 năm 1776, và được ký tên ẩn danh "bởi một người Anh". Nó đã thành công ngay lập tức, nhanh chóng phát hành 100.000 bản trong ba tháng tới hai triệu cư dân của 13 thuộc địa. Trong suốt cuộc Cách mạng Hoa Kỳ, tổng cộng khoảng 500.000 bản đã được bán, bao gồm cả những ấn bản trái phép. Tiêu đề ban đầu của Paine cho cuốn sách nhỏ là Sự thật đơn giản, nhưng bạn của Paine, người ủng hộ độc lập Benjamin Rush, đã gợi ý Lẽ thông thường thay thế. Tìm được một nhà in đủ can đảm cam kết xưởng in của mình in Lẽ thông thường không phải là điều dễ dàng. Theo lời khuyên của Rush, Paine ủy quyền cho Robert Bell in tác phẩm của mình.
Cuốn sách nhỏ được lưu hành vào tháng 1 năm 1776, sau khi Cách mạng bắt đầu. Nó đã được truyền đi khắp nơi và thường được đọc to trong các quán rượu, góp phần đáng kể vào việc truyền bá ý tưởng về chủ nghĩa cộng hòa, thúc đẩy sự nhiệt tình tách khỏi Anh và khuyến khích tuyển mộ Lục quân Lục địa. Paine đã đưa ra một lập luận mới và thuyết phục cho nền độc lập bằng cách ủng hộ việc đoạn tuyệt hoàn toàn với lịch sử. Lẽ thông thường hướng đến tương lai theo cách buộc người đọc phải đưa ra lựa chọn ngay lập tức. Nó đưa ra một giải pháp cho những người Mỹ chán ghét và cảnh giác trước mối đe dọa của chế độ chuyên chế.
Cuộc tấn công của Paine vào chế độ quân chủ trong Lẽ thông thường thực chất là cuộc tấn công vào George III. Trong khi sự phẫn nộ của thuộc địa ban đầu chủ yếu nhắm vào các bộ trưởng và Nghị viện của nhà vua, thì Paine đã đặt trách nhiệm một cách chắc chắn cho nhà vua. Lẽ thông thường là cuốn sách nhỏ được đọc nhiều nhất về Cách mạng Hoa Kỳ. Đó là một lời kêu gọi rõ ràng về sự đoàn kết chống lại tòa án tham nhũng của Anh, để nhận ra vai trò quan trọng của Hoa Kỳ trong việc cung cấp nơi tị nạn cho tự do. Được viết theo phong cách trực tiếp và sống động, nó tố cáo các chế độ chuyên quyền đang suy tàn của châu Âu và coi chế độ quân chủ cha truyền con nối là một điều phi lý. Vào thời điểm mà nhiều người vẫn hy vọng hòa giải với Anh, Lẽ thông thường đã chứng minh cho nhiều người thấy sự chia cắt là không thể tránh khỏi.
Nhìn chung, Paine không bày tỏ những ý tưởng ban đầu theo lẽ thường, mà sử dụng biện pháp tu từ như một phương tiện để khơi dậy sự phẫn nộ đối với Vương miện. Để đạt được những mục tiêu này, ông đã đi tiên phong trong phong cách viết chính trị phù hợp với xã hội dân chủ mà ông đã hình dung, với Lẽ thông thường là một ví dụ chính. Một phần công việc của Paine là biến những ý tưởng phức tạp trở nên dễ hiểu đối với những độc giả bình thường thời đó, bằng lối viết rõ ràng, ngắn gọn, không giống như văn phong trang trọng, uyên bác được nhiều người cùng thời với Paine ưa chuộng. Các học giả đã đưa ra nhiều cách giải thích khác nhau để giải thích cho sự thành công của nó, bao gồm thời điểm lịch sử, phong cách dễ hiểu của Paine, đặc tính dân chủ của ông, và cách ông sử dụng tâm lý học và hệ tư tưởng.
Lẽ thông thường vô cùng phổ biến trong việc phổ biến tới rất nhiều đối tượng những ý tưởng đã được sử dụng phổ biến trong giới tinh hoa bao gồm Quốc hội và đội ngũ lãnh đạo của quốc gia mới nổi, những người hiếm khi trích dẫn lập luận của Paine trong những lời kêu gọi độc lập công khai của họ. Cuốn sách nhỏ có lẽ có ít ảnh hưởng trực tiếp đến quyết định ban hành Tuyên ngôn Độc lập của Quốc hội Lục địa, vì cơ quan đó quan tâm nhiều hơn đến việc tuyên bố độc lập sẽ ảnh hưởng đến nỗ lực chiến tranh như thế nào. Một ý tưởng đặc biệt trong Lẽ thông thường là niềm tin của Paine về bản chất hòa bình của các nước cộng hòa; quan điểm của ông là một quan niệm sớm và mạnh mẽ về cái mà các học giả sẽ gọi là lý thuyết hòa bình dân chủ.
Những người trung thành tấn công mạnh mẽ Lẽ thông thường; một cuộc tấn công, có tựa đề Sự thật rõ ràng (1776), của Marylander James Chalmers, nói rằng Paine là một tay lang băm chính trị và cảnh báo rằng nếu không có chế độ quân chủ, chính phủ sẽ "suy thoái thành dân chủ". Ngay cả một số nhà cách mạng Mỹ cũng phản đối Lẽ thông thường; cuối đời John Adams gọi đó là một "khối lượng điên cuồng". Adams không đồng ý với kiểu dân chủ cấp tiến do Paine thúc đẩy (rằng đàn ông không sở hữu tài sản vẫn được phép bỏ phiếu và giữ chức vụ công) và xuất bản Suy nghĩ về Chính phủ vào năm 1776 để ủng hộ một cách tiếp cận bảo thủ hơn đối với chủ nghĩa cộng hòa.
Sophia Rosenfeld lập luận rằng Paine đã rất sáng tạo trong việc sử dụng khái niệm thông thường về "lẽ thường". Ông đã tổng hợp nhiều cách sử dụng triết học và chính trị khác nhau của thuật ngữ này theo cách ảnh hưởng lâu dài đến tư tưởng chính trị của Mỹ. Ông đã sử dụng hai ý tưởng từ Chủ nghĩa hiện thực thông thường Scotland: rằng những người bình thường thực sự có thể đưa ra những đánh giá đúng đắn về các vấn đề chính trị lớn và rằng tồn tại một nhóm trí tuệ phổ biến mà bất kỳ ai cũng dễ dàng nhận thấy. Paine cũng sử dụng một khái niệm về "lẽ thường" được ưa chuộng bởi các triết gia trong Khai sáng Lục địa. Họ cho rằng lẽ thường có thể bác bỏ những tuyên bố của các thể chế truyền thống. Do đó, Paine đã sử dụng "lẽ thường" như một vũ khí để phi chính thống hóa chế độ quân chủ và lật ngược quan điểm thông thường đang thịnh hành. Rosenfeld kết luận rằng sức hấp dẫn phi thường của cuốn sách nhỏ của ông là kết quả từ việc ông tổng hợp các yếu tố bình dân và ưu tú trong phong trào độc lập.
Theo nhà sử học Robert Middlekauff, Lẽ thông thường trở nên vô cùng phổ biến chủ yếu là do Paine kêu gọi sự kết án rộng rãi. Ông nói, chế độ quân chủ là phi lý và nó có nguồn gốc ngoại đạo. Đó là một tổ chức của ma quỷ. Paine chỉ vào Cựu Ước, nơi hầu hết các vị vua đã dụ dỗ dân Y-sơ-ra-ên thờ thần tượng thay vì Đức Chúa Trời. Paine cũng tố cáo tầng lớp quý tộc, cùng với chế độ quân chủ là "hai chế độ chuyên chế cổ đại." Họ đã vi phạm các quy luật tự nhiên, lý trí của con người và "trật tự phổ quát của vạn vật" bắt đầu từ Chúa. Middlekauff nói, đó chính xác là điều mà hầu hết người Mỹ muốn nghe. Người gọi thế hệ Cách mạng là "những đứa trẻ được sinh ra hai lần". bởi vì trong thời thơ ấu của họ, họ đã trải qua Cuộc đại thức tỉnh, lần đầu tiên đã gắn kết người Mỹ lại với nhau, vượt qua ranh giới giáo phái và sắc tộc và mang lại cho họ ý thức yêu nước.

### Có thể tham gia vào việc soạn thảo Tuyên ngôn Độc lập

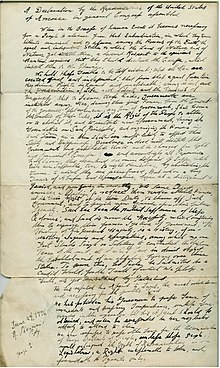
Ủy ban Năm người bản thảo làm việc của Tuyên ngôn Độc lập, ngày 24 tháng 6 năm 1776, được sao chép từ bản thảo gốc của John Adams để Roger Sherman xem xét và phê duyệt

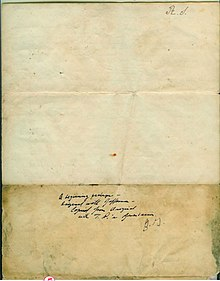
Dòng chữ ở mặt sau của Sherman Bản sao của Tuyên ngôn Độc lập đề cập đến "T.P." trong quá trình soạn thảo

Mặc dù không có ghi chép lịch sử nào về sự tham gia của Paine trong việc soạn thảo Tuyên ngôn Độc lập, nhưng một số học giả về Lịch sử Hoa Kỳ thời kỳ đầu đã nghi ngờ về sự tham gia của Thomas Paine trong hai thế kỷ qua. Theo ghi nhận của Hiệp hội Lịch sử Quốc gia Thomas Paine, nhiều tác giả đã đưa ra giả thuyết và viết về chủ đề này, bao gồm cả Moody (1872), Van der Weyde (1911), Lewis (1947), và gần đây hơn là Smith & Rickards (2007).
Vào năm 2018, Hiệp hội Lịch sử Quốc gia Thomas Paine đã giới thiệu bản thảo ban đầu của Tuyên bố có bằng chứng về sự tham gia của Paine dựa trên dòng chữ "T.P." ở mặt sau của tài liệu. Trong các cuộc thảo luận ban đầu của Ủy ban gồm năm thành viên do Quốc hội chọn để soạn thảo Tuyên ngôn Độc lập, John Adams đã viết vội một bản sao bản thảo gốc của Tuyên ngôn Độc lập vào ngày 24 tháng 6 năm 1776, được gọi là Bản sao Sherman. Adams đã tạo bản sao này ngay trước khi chuẩn bị một bản sao khác đẹp hơn, gọn gàng hơn được lưu giữ trong bộ sưu tập Giấy tờ Gia đình Adams tại Hiệp hội Lịch sử Massachusetts. Bản sao Tuyên ngôn Độc lập của Sherman là một trong một số bản thảo Tuyên ngôn đang hoạt động, được thực hiện để Roger Sherman xem xét và phê duyệt trước khi Ủy ban Năm người đệ trình bản dự thảo cuối cùng lên Quốc hội. Bản sao Tuyên ngôn Độc lập của Sherman có một dòng chữ ở mặt sau của tài liệu có nội dung: "Có lẽ là khởi đầu-Bản gốc với Jefferson-Được sao chép từ Bản gốc với sự cho phép của T.P.." Theo Hiệp hội Lịch sử Quốc gia Thomas Paine, cá nhân được gọi là "T.P." trong dòng chữ dường như là Thomas Paine.
Mức độ mà Paine tham gia vào việc xây dựng văn bản của Tuyên bố là không rõ ràng, vì bản thảo gốc được tham chiếu trong bản khắc Sherman Copy được cho là đã bị mất hoặc bị phá hủy. Tuy nhiên, yêu cầu của John Adams về sự cho phép của "T.P." sao chép bản thảo gốc có thể gợi ý rằng Paine có vai trò hỗ trợ Jefferson tổ chức các ý tưởng trong Tuyên bố hoặc đóng góp vào văn bản của chính bản thảo gốc.

### Cuộc khủng hoảng Hoa Kỳ (1776)
Cuối năm 1776, Paine xuất bản loạt sách nhỏ Cuộc khủng hoảng Hoa Kỳ để truyền cảm hứng cho người Mỹ trong các trận chiến chống lại quân đội Anh. Ông đặt cạnh nhau mâu thuẫn giữa một người Mỹ tốt bụng vì đạo đức công dân và một người tỉnh lẻ ích kỷ. Để truyền cảm hứng cho binh lính của mình, Tướng George Washington đã đọc to Cuộc khủng hoảng Hoa Kỳ, cuốn sách nhỏ về Khủng hoảng đầu tiên, cho họ nghe. Nó bắt đầu:
Đây là những thời điểm thử thách tâm hồn đàn ông: Người lính mùa hè và người yêu nước đầy nắng, trong cuộc khủng hoảng này, sẽ rút lui khỏi việc phục vụ đất nước của họ; nhưng anh ấy đứng bây giờ, xứng đáng với tình yêu và sự cảm ơn của đàn ông và phụ nữ. Chế độ chuyên chế, giống như Địa ngục, không dễ bị chinh phục; tuy nhiên, chúng tôi có niềm an ủi này với chúng tôi rằng cuộc chiến càng khó khăn, chiến thắng càng vẻ vang. Những gì chúng ta có được quá rẻ, chúng ta đánh giá quá thấp: chỉ có sự quý giá mới mang lại cho mọi thứ giá trị của nó. Trời biết cách đặt một mức giá hợp lý cho hàng hóa của mình; và thực sự sẽ là lạ nếu một bài báo thiên về quyền tự do lại không được đánh giá cao.

### Đối ngoại
Năm 1777, Paine trở thành thư ký của Ủy ban Đối ngoại của Quốc hội. Năm sau, ông ám chỉ đến cuộc đàm phán bí mật đang được tiến hành với Pháp trong các cuốn sách nhỏ của mình. Kẻ thù của anh ta tố cáo sự bừa bãi của anh ta. Đã có vụ bê bối; cùng với mâu thuẫn của Paine với Robert Morris và Silas Deane, nó đã dẫn đến việc Paine bị trục xuất khỏi Ủy ban vào năm 1779.
Tuy nhiên, vào năm 1781, ông đã tháp tùng John Laurens trong chuyến công tác đến Pháp. Cuối cùng, sau nhiều lần cầu xin từ Paine, Bang New York đã công nhận các hoạt động chính trị của ông bằng cách trao cho ông một điền trang tại New Rochelle, New York và Paine đã nhận được tiền từ Pennsylvania và từ Quốc hội theo đề nghị của Washington. Trong Chiến tranh Cách mạng, Paine phục vụ với tư cách là phụ tá cho vị tướng quan trọng, Nathanael Greene.

#### Vụ Silas Deane
Trong một việc có thể là do nhầm lẫn, và thậm chí có thể góp phần khiến ông từ chức thư ký Ủy ban Đối ngoại, Paine đã công khai chỉ trích Silas Deane, một nhà ngoại giao Mỹ được Quốc hội bổ nhiệm vào tháng 3 năm 1776 để công du Pháp. trong bí mật. Mục tiêu của Deane là gây ảnh hưởng đến chính phủ Pháp để tài trợ cho những người thuộc địa trong cuộc chiến giành độc lập của họ. Paine phần lớn coi Deane là một kẻ trục lợi chiến tranh, ít tôn trọng nguyên tắc, từng làm việc cho Robert Morris, một trong những nhà tài chính chính của Cách mạng Hoa Kỳ và làm việc với Pierre Beaumarchais, một đặc vụ hoàng gia Pháp được Vua Louis cử đến các thuộc địa. để điều tra xung đột Anh-Mỹ. Paine phát hiện ra mối liên hệ tài chính giữa Morris, người từng là Giám đốc Tài chính của Quốc hội Lục địa, và Deane. Paine gán cho Deane là người không yêu nước, và yêu cầu có một cuộc điều tra công khai về việc Morris tài trợ cho Cách mạng, vì ông đã ký hợp đồng với công ty của mình với giá khoảng 500.000 đô la.
Những người giàu có, chẳng hạn như Robert Morris, John Jay và các chủ ngân hàng thương mại đầy quyền lực, là những người lãnh đạo của Quốc hội Lục địa và bảo vệ việc nắm giữ các vị trí công đồng thời thu lợi từ các giao dịch tài chính cá nhân của họ với chính phủ. Trong số những lời chỉ trích của Paine, ông đã viết trong Gói Pennsylvania rằng Pháp đã "mở đầu liên minh [của họ] bằng một tình bạn ban đầu và hào phóng", đề cập đến viện trợ đã được cung cấp cho các thuộc địa của Mỹ trước khi các hiệp ước Pháp-Mỹ được công nhận. Điều này được cho là thực sự gây bối rối cho Pháp, điều này có khả năng gây nguy hiểm cho liên minh. John Jay, Chủ tịch Quốc hội, người từng nhiệt thành ủng hộ Deane, ngay lập tức lên tiếng phản đối những bình luận của Paine. Cuộc tranh cãi cuối cùng đã trở nên công khai, và Paine sau đó bị tố cáo là không yêu nước vì đã chỉ trích một nhà cách mạng Mỹ. Ông ấy thậm chí còn bị những người ủng hộ Deane hành hung hai lần trên đường phố. Sự căng thẳng gia tăng này đã gây ra một tổn thất lớn đối với Paine, người nói chung là một người nhạy cảm và ông đã từ chức thư ký của Ủy ban Đối ngoại vào năm 1779. Paine rời Ủy ban mà thậm chí không có đủ tiền để mua thức ăn cho mình.
Mãi về sau, khi Paine trở về từ sứ mệnh ở Pháp, hành vi tham nhũng của Deane mới được thừa nhận rộng rãi hơn. Nhiều người, trong đó có Robert Morris, đã xin lỗi Paine và danh tiếng của Paine ở Philadelphia đã được phục hồi.

### "Lợi ích công cộng"
Năm 1780, Paine xuất bản một cuốn sách nhỏ có tựa đề "Lợi ích chung", trong đó ông đưa ra trường hợp rằng các vùng lãnh thổ phía tây của 13 thuộc địa từng là một phần của Đế quốc Anh thuộc về chính phủ Mỹ sau Tuyên ngôn Độc lập, và không thuộc về chính phủ Mỹ. bất kỳ trong số 13 tiểu bang hoặc cho bất kỳ nhà đầu cơ cá nhân nào. Một hiến chương hoàng gia năm 1609 đã cấp cho Công ty Virginia vùng đất trải dài đến Thái Bình Dương. Một nhóm nhỏ các nhà đầu cơ đất đai giàu có ở Virginia, bao gồm các gia đình Washington, Lee và Randolph, đã lợi dụng hiến chương hoàng gia này để khảo sát và giành lấy quyền sở hữu đối với những vùng đất rộng lớn, bao gồm nhiều vùng đất phía tây của 13 thuộc địa. Trong "Lợi ích công cộng", Paine lập luận rằng những vùng đất này thuộc về chính phủ Mỹ do Quốc hội Lục địa đại diện. Điều này đã khiến nhiều người bạn giàu có ở Virginia của Paine tức giận, bao gồm Richard Henry Lee của gia đình Lee quyền lực, người từng là đồng minh thân cận nhất của Paine trong Quốc hội, George Washington, Thomas Jefferson và James Madison, tất cả đều tuyên bố chủ quyền đối với những vùng đất hoang rộng lớn mà Paine đang ủng hộ. phải thuộc sở hữu của chính phủ. Quan điểm mà Paine chủ trương cuối cùng đã thắng thế khi Sắc lệnh Tây Bắc năm 1787 được thông qua.
Sự thù địch mà Paine cảm thấy do việc xuất bản cuốn "Lợi ích công cộng" đã thúc đẩy ông quyết định bắt tay với Trung tá John Laurens trong một nhiệm vụ tới Paris để xin tài trợ cho nỗ lực chiến tranh của Mỹ.

### Tài trợ cho cuộc cách mạng
Paine tháp tùng Đại tá John Laurens đến Pháp và được ghi nhận là người khởi xướng sứ mệnh. Nó cập bến Pháp vào tháng 3 năm 1781 và trở về Mỹ vào tháng 8 với 2,5 triệu livres bằng bạc, như một phần của "quà tặng" 6 triệu và khoản vay 10 triệu. Các cuộc gặp với nhà vua Pháp rất có thể được tiến hành trong công ty và dưới ảnh hưởng của Benjamin Franklin. Khi trở về Hoa Kỳ với lô hàng được hoan nghênh nhiệt liệt này, Thomas Paine và có lẽ là Đại tá Laurens, đã "tích cực phản đối" rằng Tướng Washington nên đề xuất Quốc hội trả thù lao cho ông vì sự phục vụ của ông, vì sợ tạo ra "một tiền lệ xấu và một chế độ không phù hợp" . Paine làm quen với những người có thế lực ở Paris và giúp tổ chức Ngân hàng Bắc Mỹ để quyên góp tiền cung cấp cho quân đội. Năm 1785, ông được Quốc hội Hoa Kỳ tặng 3.000 đô la để ghi nhận những đóng góp của ông cho quốc gia.
Henry Laurens (cha của Đại tá John Laurens) từng là đại sứ tại Hà Lan, nhưng ông đã bị người Anh bắt trong chuyến trở về đó. Sau đó, khi bị đổi lấy tù nhân Lord Cornwallis vào cuối năm 1781, Paine đến Hà Lan để tiếp tục các cuộc đàm phán cho vay. Vẫn còn một số câu hỏi về mối quan hệ của Henry Laurens và Thomas Paine với Robert Morris với tư cách là Giám đốc Tài chính và cộng sự kinh doanh của ông Thomas Willing, người đã trở thành chủ tịch đầu tiên của Ngân hàng Bắc Mỹ vào tháng 1 năm 1782. Họ đã buộc tội Morris trục lợi trong 1779 và Willing đã bỏ phiếu chống lại Tuyên ngôn Độc lập. Mặc dù Morris đã làm nhiều việc để khôi phục lại danh tiếng của mình vào năm 1780 và 1781, công lao cho việc có được những khoản vay quan trọng này để "tổ chức" Ngân hàng Bắc Mỹ để được Quốc hội phê duyệt vào tháng 12 năm 1781 nên thuộc về Henry hoặc John Laurens và Thomas Paine nhiều hơn là Robert. Morris.

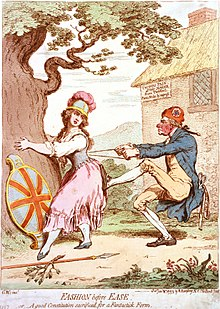
Trong thời trang trước khi dễ dàng; – hoặc, – Một bản Hiến pháp tốt đã hy sinh cho một Biểu mẫu Fantastick (1793), James Gillray đã biếm họa Paine thắt chặt chiếc áo nịt ngực của Britannia và thò ra khỏi túi áo khoác của ông một thước dây có ghi "Quyền Con người".

Paine mua căn nhà duy nhất của mình vào năm 1783 ở góc Đại lộ Farnsworth và Phố Nhà thờ ở Thành phố Bordentown, New Jersey và ông sống ở đó định kỳ cho đến khi qua đời vào năm 1809. Đây là nơi duy nhất trên thế giới mà Paine mua bất động sản. Năm 1785, Paine được bầu làm thành viên của Hiệp hội Triết học Hoa Kỳ.
Năm 1787, một cây cầu do Paine thiết kế được xây dựng bắc qua sông Schuylkill tại Philadelphia. Lúc này công trình cầu sắt một vòm đã đưa ông trở lại Paris, Pháp. Bởi vì Paine có ít bạn bè khi đến Pháp ngoài Lafayette và Jefferson, ông tiếp tục trao đổi thư từ nhiều với Benjamin Franklin, một người bạn và người cố vấn lâu năm. Franklin cung cấp thư giới thiệu để Paine sử dụng để có được cộng sự và liên hệ ở Pháp.
Cuối năm đó, Paine từ Paris trở về London. Sau đó, ông đã phát hành một cuốn sách nhỏ vào ngày 20 tháng 8 có tên là Triển vọng về Rubicon: hoặc, một cuộc điều tra về Nguyên nhân và Hậu quả của việc Chính trị bị Kích động tại Cuộc họp của Quốc hội. Căng thẳng giữa Anh và Pháp ngày càng gia tăng, và cuốn sách nhỏ này đã thúc giục Bộ Anh xem xét lại hậu quả của cuộc chiến với Pháp. Paine tìm cách xoay chuyển dư luận phản đối chiến tranh để tạo mối quan hệ tốt đẹp hơn giữa các quốc gia, tránh gánh nặng chiến tranh đối với người dân và không tham gia vào một cuộc chiến mà ông tin rằng sẽ hủy hoại cả hai quốc gia.

## Quyền con người
Bài chi tiết: Quyền con người

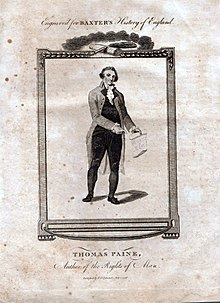
Thomas Paine Tác giả cuốn Quyền con người từ cuốn Lịch sử vô tư của nước Anh của John Baxter, 1796

Xem thêm: Tranh cãi Cách mạng và Phiên tòa xét xử Thomas Paine
Trở lại London vào năm 1787, Paine say mê với cuộc Cách mạng Pháp bắt đầu hai năm sau đó, và quyết định đến Pháp vào năm 1790. Trong khi đó, trí thức bảo thủ Edmund Burke đã phát động một cuộc phản cách mạng chống lại Cách mạng Pháp, mang tên Những phản ánh về cuộc cách mạng năm 1787 (1790), thu hút mạnh mẽ tầng lớp địa chủ và bán được 30.000 bản. Paine bắt đầu bác bỏ nó trong tác phẩm Quyền con người (1791) của mình. Ông viết nó không phải như một cuốn sách nhỏ ngắn gọn, mà là một luận văn chính trị trừu tượng dài 90.000 từ xé nát các chế độ quân chủ và các thể chế xã hội truyền thống. Ngày 31 tháng 1 năm 1791, ông đưa bản thảo cho nhà xuất bản Joseph Johnson. Một chuyến thăm của các đặc vụ chính phủ đã ngăn cản Johnson, vì vậy Paine đã đưa cuốn sách cho nhà xuất bản J. S. Jordan, sau đó đến Paris, theo lời khuyên của William Blake. Ông giao cho ba người bạn tốt, William Godwin, Thomas Brand Hollis và Thomas Holcroft, xử lý các chi tiết xuất bản. Cuốn sách xuất hiện vào ngày 13 tháng 3 năm 1791 và bán được gần một triệu bản. Nó "được các nhà cải cách, những người theo đạo Tin lành, những người theo chủ nghĩa dân chủ, những người thợ thủ công ở Luân Đôn và những người thợ lành nghề của miền bắc công nghiệp mới háo hức đọc nó".

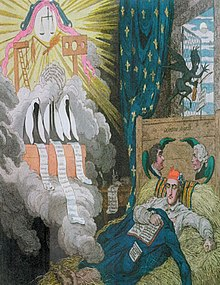
Nhà văn châm biếm người Anh James Gillray chế nhạo Paine ở Paris đang chờ bản án thi hành án từ ba thẩm phán treo cổ.

Không nản lòng trước chiến dịch của chính phủ nhằm làm mất uy tín của ông, Paine đã ban hành Quyền Con người, Phần thứ hai, Kết hợp Nguyên tắc và Thực hành vào tháng 2 năm 1792. Trình bày chi tiết về một chính phủ đại diện với các chương trình xã hội được liệt kê để khắc phục tình trạng nghèo đói ngày càng tăng của thường dân thông qua các biện pháp thuế lũy tiến, Paine đã viết xa hơn nhiều so với những người đương thời như James Burgh, Robert Potter, John Scott, John Sinclair hay Adam Smith. Giảm giá triệt để để đảm bảo lưu thông chưa từng có, tác động của nó gây chấn động và khai sinh ra các xã hội cải cách. Sau đó là một bản cáo trạng về tội phỉ báng nổi loạn đối với cả nhà xuất bản và tác giả, trong khi các đặc vụ của chính phủ theo dõi Paine và xúi giục đám đông, các cuộc họp thù địch và đốt hình nộm. Một cuộc chiến sách nhỏ khốc liệt cũng dẫn đến, trong đó Paine được bảo vệ và tấn công trong hàng chục tác phẩm. Các nhà chức trách đã thành công cuối cùng nhằm mục đích đuổi Paine ra khỏi Vương quốc Anh. Sau đó ông bị xét xử vắng mặt và bị kết tội, mặc dù chưa bao giờ bị xử tử. Bản dịch tiếng Pháp của Quyền con người, Phần II được xuất bản vào tháng 4 năm 1792. Người dịch, François Lanthenas, đã loại bỏ sự cống hiến cho Lafayette, vì ông tin rằng Paine đã đánh giá quá cao về Lafayette, người được coi là một người đồng tình với phe bảo hoàng vào thời điểm đó.

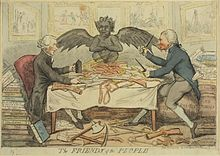
Bức tranh biếm họa The Friends of the People của Isaac Cruikshank, ngày 15 tháng 11 năm 1792. Joseph Priestley và Thomas Paine bị bao quanh bởi các vật gây cháy.

Vào mùa hè năm 1792, ông đã trả lời các cáo buộc nổi loạn và phỉ báng như sau: "Nếu, để vạch trần sự lừa đảo và áp đặt chế độ quân chủ... người đàn ông với cấp bậc thích hợp của mình; nếu những điều này là bôi nhọ ... hãy để tên của kẻ phỉ báng được khắc trên ngôi mộ của tôi."
Paine là một người ủng hộ nhiệt tình cho Cách mạng Pháp, và được trao quyền công dân danh dự của Pháp cùng với những người đương thời nổi tiếng như Alexander Hamilton, George Washington, Benjamin Franklin và những người khác. Quyền công dân danh dự của Paine là để công nhận việc xuất bản cuốn Quyền con người, Phần II của ông và tác phẩm này đã gây chấn động ở Pháp. Mặc dù không nói được tiếng Pháp, ông vẫn được bầu vào Hội nghị Quốc gia, đại diện cho quận Pas-de-Calais.
Vài tuần sau khi được bầu vào Hội nghị Quốc gia, Paine được chọn là một trong chín đại biểu tham gia Ủy ban Hiến pháp của Hội nghị, người được giao nhiệm vụ soạn thảo một hiến pháp phù hợp cho Cộng hòa Pháp. Sau đó, ông tham gia vào Ủy ban Hiến pháp trong việc soạn thảo dự án hiến pháp Girondin. Ông đã bỏ phiếu cho Cộng hòa Pháp, nhưng lập luận chống lại việc hành quyết Louis XVI, nói rằng thay vào đó, quốc vương nên bị lưu đày sang Hoa Kỳ: thứ nhất, vì cách nước Pháp theo chủ nghĩa bảo hoàng đã hỗ trợ Cách mạng Hoa Kỳ; và thứ hai, vì sự phản đối về mặt đạo đức đối với hình phạt tử hình nói chung và hành vi giết người để trả thù nói riêng. Tuy nhiên, bài phát biểu của Paine để bảo vệ Louis XVI đã bị cắt ngang bởi Jean-Paul Marat, người tuyên bố rằng với tư cách là một Quaker, niềm tin tôn giáo của Paine đi ngược lại với việc áp dụng hình phạt tử hình và do đó anh ta không đủ tư cách để bỏ phiếu. Marat ngắt lời lần thứ hai, nói rằng người dịch đã đánh lừa quy ước bằng cách bóp méo ý nghĩa trong lời nói của Paine, khiến Paine phải cung cấp một bản sao của bài phát biểu để làm bằng chứng rằng ông đã được dịch chính xác.
Được coi là đồng minh của người Girondins, ông ngày càng bị người Mountains, những người hiện đang nắm quyền, coi thường; và đặc biệt là của Maximilien Robespierre. Một sắc lệnh đã được thông qua vào cuối năm 1793 loại trừ người nước ngoài khỏi vị trí của họ trong Công ước (Anacharsis Cloots cũng bị tước vị trí của mình). Paine bị bắt và bỏ tù vào tháng 12 năm 1793.
Paine đã viết phần thứ hai của Quyền con người trên bàn làm việc trong nhà của Thomas 'Clio' Rickman, người mà ông đã ở cùng vào năm 1792 trước khi trốn sang Pháp. Chiếc bàn này hiện đang được trưng bày tại Bảo tàng Lịch sử Nhân dân ở Manchester.

## Thời đại của lý trí
Bài chi tiết: Thời đại của lý trí

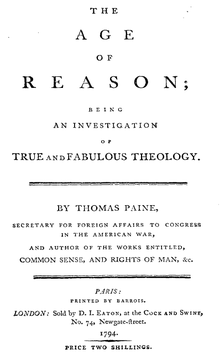
Trang tiêu đề từ ấn bản tiếng Anh đầu tiên của Part

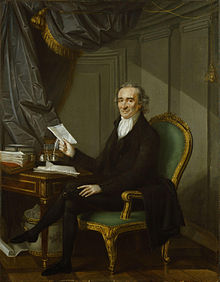
Tranh sơn dầu của Laurent Dabos, khoảng năm 1791

Paine bị bắt tại Pháp vào ngày 28 tháng 12 năm 1793. Joel Barlow đã không thành công trong việc đảm bảo Paine được trả tự do bằng cách gửi đơn thỉnh cầu đến cư dân Mỹ ở Paris. Mười sáu công dân Mỹ được phép yêu cầu Paine trả tự do cho Công ước, nhưng Tổng thống Marc-Guillaume Alexis Vadier của Ủy ban An ninh Tổng quát từ chối thừa nhận quyền công dân Mỹ của Paine, nói rằng ông là một người Anh và là công dân của một quốc gia có chiến tranh với Pháp. 
Bản thân Paine đã phản đối và tuyên bố rằng ông là công dân của Hoa Kỳ, quốc gia là đồng minh của Cách mạng Pháp, chứ không phải của Vương quốc Anh, lúc đó đang có chiến tranh với Pháp. Tuy nhiên, Gouverneur Morris, bộ trưởng Mỹ tại Pháp, đã không đưa ra yêu sách của mình, và Paine sau đó đã viết rằng Morris đã đồng lõa với việc ông bị cầm tù. Paine thoát chết trong gang tấc. Một dấu phấn được cho là do cai ngục để lại trên cửa phòng giam để biểu thị rằng tù nhân bên trong sắp bị đưa đi hành quyết. Trong trường hợp của Paine, dấu vết vô tình được tạo ra ở bên trong cửa chứ không phải bên ngoài; điều này là do cánh cửa phòng giam của Paine đã bị bỏ ngỏ trong khi cai ngục đang đi vòng quanh ngày hôm đó, vì Paine đã tiếp những vị khách chính thức. Nhưng vì sự trớ trêu của số phận, Paine sẽ bị xử tử vào sáng hôm sau. Ông đã giữ được cái đầu của mình và sống sót sau vài ngày quan trọng cần được tha thứ khi Robespierre thất thủ vào ngày 9 Thermidor (27 tháng 7 năm 1794).
Paine được trả tự do vào tháng 11 năm 1794 phần lớn nhờ vào công việc của Bộ trưởng mới của Mỹ tại Pháp, James Monroe, người đã lập luận thành công trường hợp về quyền công dân Mỹ của Paine. Vào tháng 7 năm 1795, ông được tái kết nạp vào Công ước, cũng như những người Girondins còn sống sót khác. Paine là một trong ba tỉnh trưởng duy nhất phản đối việc thông qua hiến pháp mới năm 1795 vì hiến pháp này loại bỏ quyền bầu cử phổ thông, vốn đã được tuyên bố trong Hiến pháp người Mountain năm 1793.
Năm 1796, một cây cầu do ông thiết kế được dựng lên bắc qua cửa sông Wear tại Sunderland, Tyne and Wear, Anh. Cây cầu này, vòm Sunderland, có cùng thiết kế với Cầu sông Schuylkill của ông ở Philadelphia và nó đã trở thành nguyên mẫu cho nhiều vòm voussoir tiếp theo được làm bằng sắt và thép.
Ngoài việc nhận được bằng sáng chế của Anh cho cây cầu sắt một nhịp, Paine đã phát triển một loại nến không khói và hợp tác với nhà phát minh John Fitch trong việc phát triển động cơ hơi nước.
Năm 1797, Paine sống ở Paris với vợ chồng Nicholas Bonneville. Cũng như những vị khách gây tranh cãi khác của Bonneville, Paine đã khiến các nhà chức trách nghi ngờ. Bonneville đã giấu Bảo hoàng Antoine Joseph Barruel-Beauvert tại nhà của ông ta. Beauvert đã bị đặt ngoài vòng pháp luật sau cuộc đảo chính của 18 Fructidor vào ngày 4 tháng 9 năm 1797. Paine tin rằng Hoa Kỳ dưới thời Tổng thống John Adams đã phản bội nước Pháp cách mạng. Bonneville sau đó bị bỏ tù một thời gian ngắn và các máy in của ông bị tịch thu, đồng nghĩa với việc tài chính bị phá sản.
Năm 1800, vẫn bị cảnh sát giám sát, Bonneville lánh nạn cùng cha mình ở Evreux. Paine ở lại với ông, giúp Bonneville gánh vác công việc dịch "Biển Giao ước". Cùng năm đó, Paine cố tình gặp gỡ Napoléon. Napoléon tuyên bố rằng ông đã ngủ với một bản sao Quyền con người dưới gối và thậm chí còn nói với Paine rằng "một bức tượng vàng nên được dựng lên cho bạn ở mọi thành phố trong vũ trụ". Paine thảo luận với Napoléon về cách tốt nhất để xâm chiếm nước Anh. Vào tháng 12 năm 1797, ông viết hai bài tiểu luận, một trong số đó có tiêu đề rõ ràng là Quan sát về việc xây dựng và vận hành hải quân với kế hoạch xâm lược nước Anh và sự lật đổ cuối cùng của chính phủ Anh, trong đó ông đã quảng bá ý tưởng này cho tài trợ 1.000 pháo hạm để chở đội quân xâm lược Pháp qua eo biển Manche. Năm 1804, Paine quay trở lại chủ đề này, viết Gửi người dân Anh về Cuộc xâm lược nước Anh ủng hộ ý tưởng này. Tuy nhiên, khi nhận thấy sự tiến bộ của Napoléon đối với chế độ độc tài, ông đã lên án ông ta là "tên lang băm hoàn hảo nhất từng tồn tại". Paine ở lại Pháp cho đến năm 1802, chỉ trở lại Hoa Kỳ theo lời mời của Tổng thống Jefferson.

### Chỉ trích George Washington
Bực bội vì Tổng thống Hoa Kỳ George Washington, một người bạn từ Chiến tranh Cách mạng, đã không làm gì trong thời gian Paine bị cầm tù ở Pháp, Paine tin rằng Washington đã phản bội ông và âm mưu với Robespierre. Khi ở với Monroe, Paine đã lên kế hoạch gửi cho Washington một lá thư bất bình vào ngày sinh nhật của tổng thống. Monroe ngăn bức thư được gửi đi, và sau khi Paine chỉ trích Hiệp ước Jay, vốn được Washington ủng hộ, Monroe đề nghị Paine sống ở nơi khác.
Paine sau đó gửi một bức thư nhức nhối cho George Washington, trong đó mô tả ông ta là một chỉ huy bất tài, một kẻ vô tích sự và vô ơn. Không nhận được phản hồi, Paine đã liên hệ với nhà xuất bản lâu năm của mình là Benjamin Bache, nhà dân chủ theo trường phái Jefferson, để xuất bản Bức thư gửi George Washington năm 1796, trong đó ông ta chế nhạo danh tiếng của Washington bằng cách mô tả ông ta là một kẻ bội bạc, không xứng đáng với danh tiếng của mình với tư cách là một nhà quân sự và chính trị. anh hùng. Paine đã viết rằng "thế giới sẽ bối rối khi quyết định xem bạn là kẻ bội giáo hay kẻ mạo danh; liệu bạn đã từ bỏ những nguyên tắc tốt hay bạn đã từng có bất kỳ nguyên tắc nào". Ông tuyên bố rằng nếu không có sự trợ giúp của Pháp, Washington đã không thể thành công trong Cách mạng Hoa Kỳ và "chỉ được chia sẻ rất ít vinh quang của sự kiện cuối cùng". Ông cũng nhận xét về tính cách của Washington, nói rằng Washington không có thiện cảm và là một kẻ đạo đức giả.

## Năm sau
Vào năm 1802 hoặc 1803, Paine rời Pháp đến Hoa Kỳ, đồng thời trả tiền cho vợ của Bonneville là Marguerite Brazier và ba người con trai của cặp đôi, Benjamin, Louis và Thomas Bonneville, những người mà Paine là cha đỡ đầu. Paine trở lại Hoa Kỳ trong giai đoạn đầu của Cuộc đại thức tỉnh lần thứ hai và là thời điểm có nhiều đảng phái chính trị. Thời đại của Lý trí đã đưa ra nhiều lý do để những người sùng đạo không thích ông, trong khi những người Liên bang tấn công ông vì những ý tưởng của ông về chính phủ được nêu trong Lẽ thông thường, vì mối liên hệ của ông với Cách mạng Pháp và vì tình bạn của ông với Tổng thống Jefferson. Cũng vẫn còn mới mẻ trong tâm trí công chúng là Bức thư gửi Washington của ông, được xuất bản sáu năm trước khi ông trở về. Điều này càng phức tạp hơn khi quyền bầu cử của anh ta bị từ chối ở New Rochelle với lý do Thống đốc Morris không công nhận anh ta là người Mỹ và Washington đã không hỗ trợ anh ta.
Brazier đã chăm sóc Paine đến cuối đời và chôn cất ông sau khi ông qua đời. Theo di chúc, Paine để lại phần lớn tài sản của mình cho Marguerite, bao gồm 100 mẫu Anh (40,5 ha) trang trại của ông để bà có thể duy trì và giáo dục Benjamin và anh trai Thomas. Năm 1814, sự sụp đổ của Napoléon cuối cùng đã cho phép Bonneville đoàn tụ với vợ ở Hoa Kỳ, nơi ông ở lại trong bốn năm trước khi trở về Paris để mở một hiệu sách.

## Qua đời
Sáng ngày 8 tháng 6 năm 1809, Paine qua đời ở tuổi 72 tại số 59 đường Grove ở Greenwich Village, thành phố New York. Mặc dù tòa nhà ban đầu không còn tồn tại, nhưng tòa nhà hiện tại có một tấm biển ghi rằng Paine đã chết tại địa điểm này.
Sau khi chết, thi thể của Paine được đưa đến New Rochelle, nhưng Quakers không cho phép chôn cất trong nghĩa địa của họ theo di chúc cuối cùng của ông, vì vậy hài cốt của ông được chôn dưới gốc cây óc chó trong trang trại của ông. Năm 1819, nhà báo cấp tiến nông nghiệp người Anh William Cobbett, người vào năm 1793 đã xuất bản phần tiếp theo mang tính thù địch của tác phẩm Cuộc đời của Thomas Paine của Francis Oldys (George Chalmer), đã đào được xương của ông và vận chuyển về Anh cùng với ý định trao cho Paine một cuộc cải táng anh dũng trên mảnh đất quê hương của ông, nhưng điều này đã không bao giờ thành hiện thực. Những chiếc xương vẫn còn nằm trong số những vật dụng của Cobbett khi ông qua đời hơn mười lăm năm sau đó, nhưng sau đó đã bị thất lạc. Không có câu chuyện nào được xác nhận về những gì đã xảy ra với họ sau đó, mặc dù nhiều người đã tuyên bố trong suốt nhiều năm là sở hữu những phần hài cốt của Paine, chẳng hạn như hộp sọ và bàn tay phải của anh ấy.

Vào thời điểm ông qua đời, hầu hết các tờ báo Mỹ đều đăng lại cáo phó từ tờ New York Evening Post, tờ báo này lần lượt trích dẫn từ The American Citizen, trong đó có đoạn: "Ông ấy đã sống lâu, đã làm một số việc tốt và nhiều làm hại". Chỉ có sáu người đến dự đám tang của ông, hai trong số họ là người da đen, rất có thể là những người tự do. Nhiều tháng sau, xuất hiện một cuốn tiểu sử thù địch của James Cheetham, người đã ngưỡng mộ anh ta từ những ngày sau này khi còn là một thanh niên cấp tiến ở Manchester, và là bạn của Paine trong một thời gian ngắn trước khi hai người bất hòa. Nhiều năm sau, nhà văn kiêm nhà hùng biện Robert G. Ingersoll đã viết:
Thomas Paine đã vượt qua giới hạn huyền thoại của cuộc đời. Từng người một, hầu hết bạn bè và người quen cũ của ông đã rời bỏ ông. Bị phỉ báng từ mọi phía, bị hành hạ, bị xa lánh và ghê tởm – đức tính của ông ta bị tố cáo là tệ nạn – sự phục vụ của ông bị lãng quên – tính cách của ông bị bôi đen, ông đã giữ được sự đĩnh đạc và cân bằng của tâm hồn mình. Ông là nạn nhân của nhân dân, nhưng niềm tin của ông vẫn không lay chuyển. Ông vẫn là một người lính trong đội quân tự do, vẫn cố gắng khai sáng và khai hóa những ai đang mòn mỏi chờ đợi cái chết của ông. Ngay cả những người yêu kẻ thù của họ cũng ghét ông, bạn của họ - bạn của cả thế giới - bằng cả trái tim. Vào ngày 8 tháng 6 năm 1809, cái chết đến – Thần chết, gần như là người bạn duy nhất của ông. Tại đám tang của anh ấy không hào nhoáng, không hoa lệ, không đám rước dân sự, không màn quân sự. Trong một chiếc xe ngựa, một người phụ nữ và đứa con trai đã sống nhờ vào sự ban thưởng của người chết – trên lưng ngựa, một tín đồ Quaker, lòng nhân đạo của người mà trái tim của ông thống trị tín ngưỡng trong đầu ông – và, đi bộ theo sau, hai người da đen tràn đầy lòng biết ơn – được thành lập đoàn xe tang của Thomas Paine.

## Ý tưởng
Người viết tiểu sử Eric Foner xác định một chủ đề không tưởng trong tư tưởng của Paine, viết: "Thông qua ngôn ngữ mới này, ông đã truyền đạt một tầm nhìn mới - một hình ảnh không tưởng về một xã hội cộng hòa, bình đẳng".
Chủ nghĩa không tưởng của Paine kết hợp chủ nghĩa cộng hòa công dân, niềm tin vào sự tất yếu của tiến bộ khoa học và xã hội và cam kết đối với thị trường tự do và tự do nói chung. Nhiều nguồn lý thuyết chính trị của Paine đều chỉ ra một xã hội dựa trên lợi ích chung và chủ nghĩa cá nhân. Paine bày tỏ chủ nghĩa vị lai cứu chuộc hay chủ nghĩa thiên sai chính trị. Viết rằng thế hệ của ông "sẽ xuất hiện trong tương lai với tư cách là Adam của một thế giới mới", Paine đã minh họa cho chủ nghĩa không tưởng của Anh.
Sau đó, những cuộc gặp gỡ của ông với người bản địa châu Mỹ đã gây ấn tượng sâu sắc. Khả năng sống hài hòa với thiên nhiên của người Iroquois trong khi đạt được quy trình ra quyết định dân chủ đã giúp anh tinh chỉnh suy nghĩ của mình về cách tổ chức xã hội.

### Chế độ nô lệ
Theo Christopher Hitchens, Paine là người chỉ trích mạnh mẽ chế độ nô lệ và tuyên bố mình là người theo chủ nghĩa bãi nô. Với tư cách là thư ký của cơ quan lập pháp Pennsylvania, ông đã giúp soạn thảo luật cấm những người Yêu nước tham gia buôn bán nô lệ quốc tế. Tuyên bố của Paine, "Con người không có tài sản gì trong con người", mặc dù được ông sử dụng trong Rights of Man để phủ nhận quyền ràng buộc thế hệ tương lai của bất kỳ thế hệ nào, cũng được hiểu là một lập luận chống lại chế độ nô lệ. Trong cuốn sách, Paine cũng mô tả sứ mệnh của mình, trong số những thứ khác, là "phá vỡ xiềng xích của chế độ nô lệ và áp bức".
Vào ngày 8 tháng 3 năm 1775, một tháng sau khi Paine trở thành biên tập viên của Tạp chí Pennsylvania, tạp chí đã xuất bản một bài báo ẩn danh có tiêu đề "Chế độ nô lệ châu Phi ở Mỹ", tác phẩm nổi bật đầu tiên ở các thuộc địa đề xuất giải phóng nô lệ người Mỹ gốc Phi và bãi bỏ. của chế độ nô lệ. Paine thường được ghi nhận là người đã viết tác phẩm này, trên cơ sở lời khai sau này của Benjamin Rush, người đồng ký Tuyên ngôn Độc lập.
Trong Chiến tranh Cách mạng Hoa Kỳ, người Anh đã thực hiện một số chính sách cho phép những nô lệ chạy trốn chạy trốn khỏi những kẻ chiếm hữu nô lệ Mỹ để tìm nơi ẩn náu trong hàng ngũ của Anh. Để đáp lại những chính sách này, Paine đã viết trong Common Sense rằng nước Anh "đã xúi giục người da đỏ và người da đen tiêu diệt chúng ta". Paine, cùng với Joel Barlow, đã cố gắng thuyết phục Tổng thống Thomas Jefferson không thành công để không đưa thể chế nô lệ vào lãnh thổ giành được trong Mua hàng Louisiana, gợi ý rằng ông nên giải quyết nó với các gia đình Da đen tự do và người Đức nhập cư.

### Các chương trình xã hội do nhà nước tài trợ
Trong Quyền của Con người, Phần thứ hai, Paine ủng hộ một chương trình hỗ trợ toàn diện của nhà nước cho người dân để đảm bảo phúc lợi xã hội, bao gồm trợ cấp của nhà nước cho người nghèo, giáo dục công phổ thông do nhà nước tài trợ, chăm sóc trước và sau khi sinh do nhà nước tài trợ. , bao gồm cả trợ cấp của nhà nước cho các gia đình khi sinh con. Nhận thấy rằng "công việc lao động của một người phải kết thúc" trước tuổi già, Paine cũng kêu gọi trợ cấp nhà nước cho tất cả những người lao động bắt đầu từ 50 tuổi, số tiền này sẽ tăng gấp đôi ở tuổi 60.

### Tư pháp nông nghiệp
Cuốn sách nhỏ cuối cùng của ông, Công lý nông nghiệp, xuất bản vào mùa đông năm 1795, phản đối luật nông nghiệp và độc quyền nông nghiệp, đồng thời phát triển thêm ý tưởng của ông trong Quyền con người về cách quyền sở hữu đất đai đã tách biệt đa số người dân khỏi quyền thừa kế hợp pháp, tự nhiên và phương tiện sinh tồn độc lập của họ. Cơ quan An sinh Xã hội Hoa Kỳ công nhận Công lý Nông nghiệp là đề xuất đầu tiên của Hoa Kỳ về lương hưu tuổi già và thu nhập cơ bản hoặc cổ tức của công dân. Theo công lý nông nghiệp:
Khi biện hộ cho trường hợp của những người bị tước đoạt quyền sở hữu, đó là một quyền chứ không phải là một tổ chức từ thiện ... [Chính phủ phải] tạo ra một quỹ quốc gia, từ quỹ này sẽ được trả cho mọi người, khi đến tuổi hai mươi. một năm, tổng số tiền mười lăm bảng Anh, như một phần đền bù, cho việc mất tài sản thừa kế tự nhiên của anh ta hoặc cô ta, do sự ra đời của hệ thống sở hữu ruộng đất. Ngoài ra, tổng cộng mười bảng mỗi năm, trong suốt cuộc đời, cho mọi người hiện đang sống, ở độ tuổi năm mươi và cho tất cả những người khác khi họ đến tuổi đó.
Trong cuốn sách nhỏ này, ông lập luận "Tất cả sự tích lũy tài sản cá nhân, ngoài những gì một người đàn ông tự tạo ra, đều bắt nguồn từ ông khi sống trong xã hội; và anh ta mắc nợ trên mọi nguyên tắc công bằng, lòng biết ơn và văn minh, một phần của sự tích lũy đó trở lại với xã hội từ đâu mà toàn bộ đã đến".
Trong năm 2011, £10 và £15 sẽ có giá trị khoảng £800 và £1.200 ($1.200 và $2.000) khi được điều chỉnh theo lạm phát.
Lamb lập luận rằng phân tích của Paine về quyền tài sản đánh dấu một đóng góp khác biệt cho lý thuyết chính trị. Lý thuyết về tài sản của ông bảo vệ mối quan tâm của người theo chủ nghĩa tự do với quyền sở hữu tư nhân thể hiện cam kết theo chủ nghĩa bình đẳng. Cách biện minh mới của Paine về tài sản khiến ông khác biệt với các lý thuyết gia trước đó như Hugo Grotius, Samuel von Pufendorf và John Locke. Lamb nói rằng nó thể hiện cam kết của Paine đối với các giá trị tự do nền tảng về tự do cá nhân và bình đẳng đạo đức. Đáp lại "Công lý nông nghiệp" của Paine, Thomas Spence đã viết "Quyền của trẻ sơ sinh", trong đó Spence lập luận rằng kế hoạch của Paine không có lợi cho những người nghèo khó vì chủ nhà sẽ tiếp tục tăng giá đất, làm giàu thêm cho bản thân hơn là mang lại cơ hội bình đẳng cho khối thịnh vượng chung.

## Quan điểm tôn giáo
Trước khi bị bắt và bỏ tù ở Pháp, biết rằng mình có thể sẽ bị bắt và bị hành quyết, theo truyền thống của Chủ nghĩa thần học người Anh đầu thế kỷ 18, Paine đã viết phần đầu của Thời đại của lý trí (1793–1794). Quan điểm tôn giáo của Paine như được thể hiện trong Thời đại của lý trí đã gây ra một sự khuấy động khá lớn trong xã hội tôn giáo, chia rẽ các nhóm tôn giáo thành hai phe chính: những người muốn giải thể nhà thờ và những người theo đạo Cơ đốc muốn Cơ đốc giáo tiếp tục có ảnh hưởng xã hội mạnh mẽ.

Về niềm tin tôn giáo của chính mình, Paine đã viết trong Thời đại của lý trí:
Tôi tin vào một Thiên Chúa, và không còn nữa; và tôi hy vọng cho hạnh phúc vượt ra ngoài cuộc sống này.
Tôi không tin vào tín điều do nhà thờ Do Thái, nhà thờ La Mã, nhà thờ Hy Lạp, nhà thờ Thổ Nhĩ Kỳ, nhà thờ Tin lành tuyên xưng, cũng như bất kỳ nhà thờ nào mà tôi biết. Tâm trí của tôi là nhà thờ của riêng tôi. Đối với tôi, tất cả các thể chế nhà thờ quốc gia, dù là của người Do Thái, Cơ đốc giáo hay Thổ Nhĩ Kỳ, đối với tôi không gì khác hơn là những phát minh của con người, được thiết lập để khiến loài người khiếp sợ và nô dịch, đồng thời độc chiếm quyền lực và lợi nhuận.

Bất cứ khi nào chúng ta đọc những câu chuyện tục tĩu, những trò đồi trụy khiêu gợi, những vụ hành quyết tàn ác và quanh co, sự báo thù không ngừng chứa đầy hơn nửa cuốn Kinh thánh, thì chúng ta sẽ nhất quán hơn khi gọi đó là lời của ma quỷ hơn là lời của Đức Chúa Trời. Đó là một lịch sử của sự gian ác đã phục vụ cho sự băng hoại và tàn bạo của loài người; và, về phần tôi, tôi thực sự ghê tởm nó, cũng như tôi ghê tởm mọi thứ độc ác.
Mặc dù không có bằng chứng chắc chắn rằng bản thân Paine là một Hội Tam điểm, khi từ Pháp trở về Mỹ, ông đã viết "Bài luận về nguồn gốc của Hội Tam điểm" (1803–1805) về việc Hội Tam điểm bắt nguồn từ tôn giáo của các Druid cổ đại. Marguerite de Bonneville đã xuất bản bài tiểu luận này vào năm 1810 sau cái chết của Paine, nhưng bà đã chọn loại bỏ một số đoạn trong đó chỉ trích Cơ đốc giáo, hầu hết chúng đã được phục hồi trong bản in năm 1818. Trong bài luận, Paine nói rằng "tôn giáo Thiên Chúa giáo là một sự nhại lại việc tôn thờ Mặt trời, trong đó họ đặt một người đàn ông mà họ gọi là Chúa Kitô, vào vị trí của Mặt trời, và dành cho anh ta sự tôn thờ giống như ban đầu dành cho mặt trời." Paine cũng có thái độ tiêu cực đối với Do Thái giáo. Mặc dù không bao giờ tự mô tả mình là một Thần linh, nhưng ông đã công khai ủng hộ Thần giáo trong các bài viết của mình, và gọi Thần giáo là "tôn giáo chân chính duy nhất":
Những ý kiến mà tôi đã đưa ra... là kết quả của niềm tin vững chắc và rõ ràng nhất rằng Kinh Thánh và Kinh Ước là những áp đặt lên thế gian, rằng sự sa ngã của con người, lời tường thuật về Chúa Giê Su Ky Tô là Con của Thượng Đế, và về cái chết của ông ta để xoa dịu cơn thịnh nộ của Chúa, và về sự cứu rỗi, bằng phương tiện kỳ lạ đó, đều là những phát minh hoang đường, làm ô danh sự khôn ngoan và quyền năng của Đấng Toàn năng; rằng tôn giáo chân chính duy nhất là Thần giáo, mà lúc đó tôi muốn nói, và bây giờ có nghĩa là, niềm tin về một Chúa, và sự bắt chước tính cách đạo đức của ngài, hoặc việc thực hành những gì được gọi là phẩm chất đạo đức - và rằng nó chỉ dựa trên điều này ( liên quan đến tôn giáo) rằng tôi đã đặt mọi hy vọng về hạnh phúc của mình sau này. Vì vậy, hãy nói tôi bây giờ – và vì vậy hãy giúp tôi Chúa.

## Di sản
Nhà sử học Jack P. Greene tuyên bố:
Về cơ bản, tất cả chúng ta ngày nay đều là con của Paine. Không phải thất bại của người Anh tại Yorktown, mà là Paine và quan niệm mới của người Mỹ về xã hội chính trị mà ông đã làm rất nhiều để phổ biến ở châu Âu đã làm đảo lộn thế giới.
Harvey J. Kaye đã viết điều đó thông qua Paine, qua những cuốn sách nhỏ và những câu cửa miệng của ông như "Mặt trời không bao giờ chiếu sáng trên một nguyên nhân có giá trị lớn hơn", "Chúng tôi có khả năng bắt đầu lại thế giới" và "Đây là thời điểm thử thách tâm hồn con người" đã làm được nhiều hơn là khiến người Mỹ tuyên bố độc lập:
Ông cũng thấm nhuần quốc gia mà họ đã thành lập với sự thúc đẩy và khát vọng dân chủ cũng như mục đích và lời hứa đặc biệt - thực sự là lịch sử thế giới -. Trong 230 năm, người Mỹ đã lấy ý tưởng, nguồn cảm hứng và sự khích lệ từ Paine và tác phẩm của ông.
John Stevenson lập luận rằng vào đầu những năm 1790, nhiều xã hội chính trị cấp tiến đã được hình thành trên khắp nước Anh và xứ Wales, trong đó các bài viết của Paine mang lại "sự tự tin cho những người lần đầu tiên muốn tham gia chính trị." Trong đó Gary Kates lập luận: "Tầm nhìn của Paine đã hợp nhất các thương nhân Philadelphia, nghệ nhân người Anh, nông dân Pháp, nhà cải cách Hà Lan và trí thức cấp tiến từ Boston đến Berlin trong một phong trào vĩ đại."
Các tác phẩm của ông về lâu dài đã truyền cảm hứng cho các nhà triết học và tầng lớp lao động cấp tiến ở Anh và Hoa Kỳ. Những người theo chủ nghĩa tự do, những người theo chủ nghĩa tự do, những người theo chủ nghĩa tự do cánh tả, những người theo chủ nghĩa nữ quyền, những người theo chủ nghĩa xã hội dân chủ, những người theo chủ nghĩa dân chủ xã hội, những người theo chủ nghĩa vô chính phủ, những người có tư tưởng tự do và những người cấp tiến thường coi ông là ông tổ trí thức. Phê bình của Paine về tôn giáo được thể chế hóa và ủng hộ tư duy hợp lý đã ảnh hưởng đến nhiều nhà tư tưởng tự do người Anh trong thế kỷ 19 và 20, chẳng hạn như William Cobbett, George Holyoake, Charles Bradlaugh, Christopher Hitchens và Bertrand Russell.
Câu nói "Dẫn đầu, làm theo hoặc tránh đường" được cho là của Paine một cách rộng rãi nhưng không chính xác. Không thể tìm thấy nó ở đâu trong các tác phẩm đã xuất bản của ông.

### Abraham Lincoln
Năm 1835, khi mới 26 tuổi, Abraham Lincoln đã viết bài bênh vực thuyết thần thánh của Paine. Một cộng sự chính trị, Samuel Hill, đã đốt bản thảo để cứu lấy sự nghiệp chính trị của Lincoln. Nhà sử học Roy Basler, người biên tập các bài báo của Lincoln, cho biết Paine có ảnh hưởng mạnh mẽ đến phong cách của Lincoln:
Không có nhà văn nào khác của thế kỷ 18, ngoại trừ Jefferson, giống với tính khí hoặc ý chính của tư tưởng sau này của Lincoln hơn. Về văn phong, Paine hơn tất cả những người khác có tài hùng biện đa dạng, được uốn nắn và thích nghi với tâm trạng riêng của Lincoln, được thể hiện trong các bài viết trang trọng của Lincoln.

### Thomas Edison
Nhà phát minh Thomas Edison đã nói:
Tôi luôn coi Paine là một trong những người Mỹ vĩ đại nhất. Chưa bao giờ chúng ta có một trí thông minh sáng suốt hơn ở nước cộng hòa này.... Thật may mắn khi tôi được gặp các tác phẩm của Thomas Paine trong thời niên thiếu... quả thực, đó là một sự khám phá đối với tôi khi đọc quan điểm của nhà tư tưởng vĩ đại đó về các chủ đề chính trị và thần học . Sau đó, Paine đã giáo dục tôi về nhiều vấn đề mà trước đây tôi chưa từng nghĩ đến. Tôi nhớ, rất sống động, tia sáng giác ngộ tỏa sáng từ các tác phẩm của Paine, và tôi nhớ lại mình đã nghĩ vào thời điểm đó, 'Thật đáng tiếc là những tác phẩm này ngày nay không phải là sách giáo khoa cho tất cả trẻ em!' Mối quan tâm của tôi đối với Paine không được thỏa mãn khi lần đầu tiên tôi đọc các tác phẩm của anh ấy. Tôi đã xem đi xem lại chúng nhiều lần, giống như tôi đã làm từ những ngày còn thơ ấu.

### Nam Mỹ
Năm 1811, dịch giả người Venezuela Manuel Garcia de Sena đã xuất bản một cuốn sách ở Philadelphia bao gồm hầu hết các bản dịch tiếng Tây Ban Nha của một số tác phẩm quan trọng nhất của Paine. Cuốn sách cũng bao gồm các bản dịch của Tuyên ngôn Độc lập, Các Điều khoản Hợp bang, Hiến pháp Hoa Kỳ và hiến pháp của năm tiểu bang Hoa Kỳ.
Sau đó, nó được lưu hành rộng rãi ở Nam Mỹ và nhờ đó, anh hùng dân tộc Uruguay José Gervasio Artigas đã trở nên quen thuộc và chấp nhận những ý tưởng của Paine. Đổi lại, nhiều tác phẩm của Artigas được lấy trực tiếp từ tác phẩm của Paine, bao gồm Chỉ thị năm 1813, mà người Uruguay coi là một trong những văn bản hiến pháp quan trọng nhất của đất nước họ, và là một trong những tác phẩm sớm nhất nêu rõ cơ sở nguyên tắc cho một bản sắc độc lập với Buenos Aires.

## Câu nói
Cuốn kinh thánh dạy chúng ta những gì? Sự bực dọc, hung bạo và giết chóc.Cuốn Tân Ước dạy chúng ta những gì? Tin rằng Đấng Toàn Năng phạm tội lăng nhăng với một người đàn bà đã có chồng; và tin vào cái chuyện lăng nhăng này gọi là đức tin.(What is the New Testament teaches us? To believe that the Almighty committed debauchery with a woman engaged to be maried; and the belief of this debaucery is called faith.)
Nguồn gốc của sự xấu xa nhất, của những sự độc ác khủng khiếp nhất, và những sự khổ sở to lớn nhất giáng lên đầu nhân loại là ở trong cái gọi là mạc khải, hay tôn giáo mạc khải (The most detestable wickedness, the most horrid cruelties, and the greatest miseries that have afflicted the human race have had their origin in this thing called revelation, or revealed religion)
Tin vào một vị Thần độc ác làm cho con người thành độc ác (Belief in a cruel god makes a cruel man.)
Nguồn gốc của sự xấu xa nhất, của những sự độc ác khủng khiếp nhất, và những sự khổ sở to lớn nhất giáng lên đầu nhân loại là ở trong cái gọi là mạc khải, hay tôn giáo mạc khải (The most detestable wickedness, the most horrid cruelties, and the greatest miseries that have afflicted the human race have had their origin in this thing called revelation, or revealed religion)
Một thầy giáo giỏi có ích hơn là 100 linh mục (One good school master is of more use than a hundred priests.)